# Remember (chanson de High and Mighty Color)
Pour les articles homonymes, voir Remember.
Singles de High and Mighty Color
Hot Limit
(2008) Re:ache
(2010)
Remember est le 16e single de High and Mighty Color sorti sous le label SME Records le 15 octobre 2008 au Japon. Il atteint la 29e place du classement de l'Oricon. Il se vend à 3 700 exemplaires la première semaine et reste classé 2 semaines, pour un total de 4 270 exemplaires vendus. C'est le dernier single avec Mākii.
Remember se trouve sur la compilation BEEEEEEST.

## Liste des titres
Toutes les paroles sont écrites par High and Mighty Color.
| 1. | Remember                | High and Mighty Color | 4:39 |
| 2. | Hana Fubuki (花ふぶき)  | High and Mighty Color | 5:37 |
| 3. | Pride Live Mix 2008     | High and Mighty Color | 4:39 |
| 4. | Remember (Instrumental) | High and Mighty Color | 4:39 |